# Jesper Olsen
Jesper Olsen (Fakse, 20 marzo 1961) è un ex calciatore danese, di ruolo ala sinistra.
È arrivato 8º nella classifica del Pallone d'oro 1983, e 18º in quella del 1984.

## Carriera

### Club
Gioca coi danesi del Naestved tra il 1977 ed il 1981; in tale anno viene acquistato dall'Ajax, dove rimane tre stagioni nelle quali vince due campionati ed una KNVB beker.
Nel 1985 viene ingaggiato dal Manchester United dove gioca come titolare per quattro stagioni, vincendo la FA Cup 1984-1985.
Nel 1988 torna per una breve parentesi nel Naestved, prima di trasferirsi in Francia dove gioca per due stagioni nel Bordeaux ed altre due nel Caen, dove chiude la carriera professionistica nel 1992.

### Nazionale
Con la Danimarca debuttò nel 1980. Partecipò al campionato d'Europa 1984, al campionato del mondo 1986 dove segnò 3 reti e poi al campionato d'Europa 1988. Ha totalizzato 43 presenze segnando 5 reti.

## Palmarès
- Campionato olandese: 2

Ajax: 1981-1982, 1982-1983
- Coppa dei Paesi Bassi: 1

Ajax: 1982-1983
- Coppa d'Inghilterra: 1

Manchester United: 1984-1985